# Monica Bonvicini
Monica Bonvicini (ur. 1965 w Wenecji) – włoska rzeźbiarka, autorka instalacji i artystka wideo.
Autorka m.in. instalacji Black (2002), Stairway to hell (2003), These Days Only Few Men Know What Work Really Means i Stonewall 3 (2002) oraz graffiti Add Elegance to Your Poverty (1999). W swoich pracach Bonvicini występuje przeciwko architekturze modernistycznej, w której odnajduje elementy agresji i męskiego erotyzmu. Do tworzenia instalacji wykorzystuje chętnie łańcuchy, szkło i skórę. Jej prace wystawiane były m.in. na 51. biennale w Wenecji (2005), 4. biennale w Szanghaju i 8. biennale w Stambule.
Artystka mieszka i pracuje w Berlinie.